# 박승화 (바둑 기사)
박승화(朴承華, 1989년 2월 10일 ~ )는 대한민국의 바둑 기사이다.

## 약력
2006년에 입단했고 2010년 제12회 농심신라면배 한국대표로 출전하여 우승을 차지했다. 2014년 6단을 거쳐 2015년 12월에 7단으로 승단하였다. 2017년 제22회 GS칼텍스배 본선에 진출했다. 2018년 8단을 거쳐 2021년에 9단으로 승단했다.